# Grace Yang
Grace Lo Yang, förenklad kinesiska: 罗昭容; traditionell kinesiska: 羅昭容; pinyin: Luó Zhāoróng, födelseår okänt, är en kinesisk matematiker och statistiker. Hon är professor i statistik vid matematiska institutionen vid University of Maryland i College Park.

## Utbildning och karriär
Yang föddes i Kina, men växte upp i Taiwan, sedan hennes familj flyttat kort efter att Kina blivit kommunistiskt 1949. Efter att ha genomgått utbildning på grundnivå vid National Taiwan University i Taipei gjorde hon sin doktorsutbildning vid University of California i Kalifornien. Yang hade matematikern och statistikern Lucien Le Cam som handledare och tog doktorsexamen 1966. Hennes doktorsavhandling gällde stokastiska modeller för epidemier och hade titeln Contagion in Stochastic Models for Epidemics. Tillsammans med Le Cam har hon senare författat den sammanfattande introduktionen till asymptotisk statistik, Asymptotics in Statistics: Some Basic Concepts, som är utgiven i flera upplagor hos Springer förlag. Yang gjorde senare en sammanfattande intervju med professor emeritus Le Cam, strax innan han gick bort, som speglade både hans uppväxt och deras gemensamma arbete. Hon beskriver Le Cam som the principal architect of the modern asymptotic theory of statistics.
Yangs forskning har framför allt gällt stokastiska processer inom naturvetenskapliga områden, asymptotisk teori och överlevnadsanalys. Yang är professor i statistik och var ordförande för International Chinese Statistical Association mellan 1990 och 1991. Hon var också programdirektör i statistik vid National Science Foundation mellan 2005 och 2008.
Yang är medlem av International Statistical Institute (ISI), som är en av de äldsta internationella vetenskapliga sammanslutningarna i modern tid och också i Institute of Mathematical Statistics som är en internationell akademi som ägnar sig åt kunskapsutveckling, popularisering och tillämpning av statistik och sannolikhet.